# Baldersheim
Baldersheim [baldəʁsaim]  est une commune de la banlieue de Mulhouse située dans la circonscription administrative du Haut-Rhin et, depuis le 1er janvier 2021, dans le territoire de la Collectivité européenne d'Alsace, en région Grand Est.
Cette commune se trouve dans la région historique et culturelle d'Alsace. Elle est membre de Mulhouse Alsace Agglomération et fait partie des 20 communes de l'agglomération mulhousienne ayant l'obligation de mettre en place une ZFE-m avant le 31 décembre 2024. Ses habitants sont appelés les Baldersheimois et les Baldersheimoises.

## Géographie

### Localisation
La commune de Baldersheim est incluse dans l'unité urbaine de Mulhouse et est localisée à 7 kilomètres au nord de Mulhouse intra-muros, entre les communes de Battenheim et de Sausheim. Le village se trouve à une altitude de 227 m et s'étend sur 12,76 km2, dont la moitié est composée de la forêt de la Hardt. Enfin, le ruisseau Quatelbach et la rivière Ill passent sur la commune.  Baldersheim est également située à environ 15 km du parc naturel régional des Ballons des Vosges. Le climat est océanique avec des étés tempérés.
| Ruelisheim | Battenheim  |             |
| Wittenheim | Baldersheim | Ottmarsheim |
|            | Sausheim    | Ottmarsheim |

### Hydrographie

#### Réseau hydrographique
La commune est dans le bassin versant du Rhin au sein du bassin Rhin-Meuse. Elle est drainée par le canal du Rhône au Rhin, l'Ill, le ruisseau Quatelbach et la rigole des egouts de la ville de Mulhouse,,.
Le canal du Rhône au Rhin est un canal français qui relie la Saône, affluent navigable du Rhône, au Rhin, par la vallée du Doubs et son prolongement en Haute Alsace jusqu'à Niffer sur le Rhin, un autre prolongement rejoignant Strasbourg par la canalisation de l'Ill. La commune est sur la section qui relie Valdieu-Lutran à Saint-Symphorien-sur-Saône. 
L'Ill, d'une longueur de 217 km, prend sa source dans la commune de Winkel et se jette  dans le Grand Canal d'Alsace à Offendorf, après avoir traversé 68 communes. Les caractéristiques hydrologiques de l'Ill sont données par la station hydrologique située sur la commune d'Ensisheim. Le débit moyen mensuel est de 10,8 m3/s. Le débit moyen journalier maximum est de 238 m3/s, atteint lors de la crue du 26 mai 1983. Le débit instantané maximal est quant à lui de 296 m3/s, atteint le 15 février 1990.

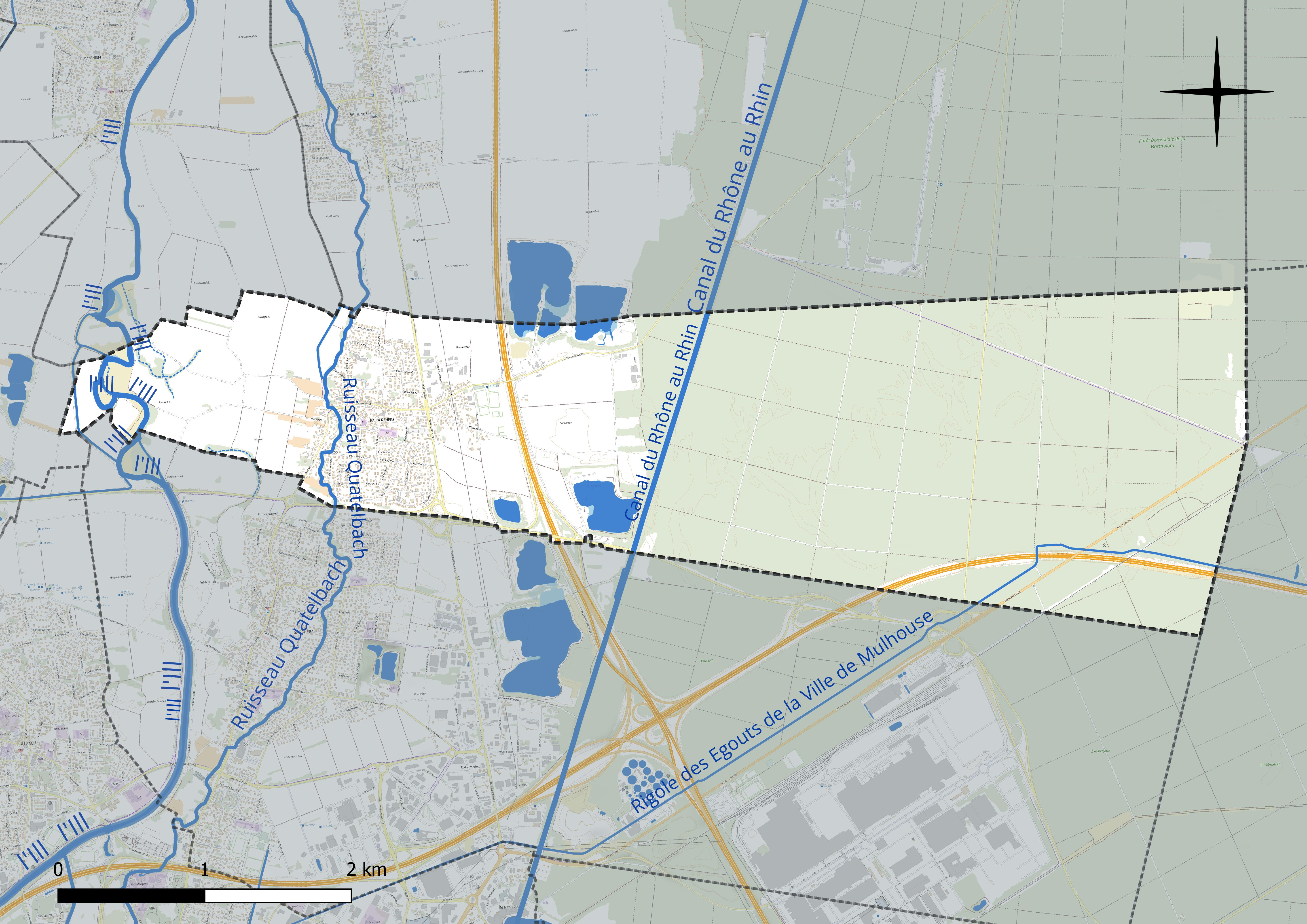
Réseau hydrographique de Baldersheim.

Le Quatelbach, d'une longueur de 15 km, prend sa source dans la commune de Mulhouse et se jette  dans le canal Vauban à Ensisheim, après avoir traversé six communes. Les caractéristiques hydrologiques du ruisseau Quatelbach sont données par la station hydrologique située sur la commune d'Illzach. Le débit moyen mensuel est de 1,49 m3/s. Le débit moyen journalier maximum est de 2,15 m3/s, atteint lors de la crue du 4 février 2021. Le débit instantané maximal est quant à lui de 2,37 m3/s, atteint le 1er février 2021.

#### Gestion et qualité des eaux
Le territoire communal est couvert par le schéma d'aménagement et de gestion des eaux (SAGE) « Ill Nappe Rhin ». Ce document de planification concerne la nappe phréatique rhénane, les cours d'eau de la plaine d'Alsace et du piémont oriental du Sundgau, les canaux situés entre l'Ill et le Rhin et les zones humides de la plaine d'Alsace. Le périmètre s’étend sur 3 596 km2. Il a été approuvé le 17 janvier 2005. La structure porteuse de l'élaboration et de la mise en œuvre est la région Grand Est. 
La qualité des cours d’eau peut être consultée sur un site dédié géré par les agences de l’eau et l’Agence française pour la biodiversité. 

### Climat
Pour des articles plus généraux, voir Climat du Grand Est et Climat du Haut-Rhin.
En 2010, le climat de la commune est de type climat des marges montargnardes, selon une étude du Centre national de la recherche scientifique s'appuyant sur une série de données couvrant la période 1971-2000. En 2020, Météo-France publie une typologie des climats de la France métropolitaine dans laquelle la commune est exposée à un climat semi-continental et est dans la région climatique  Alsace, caractérisée par une pluviométrie faible, particulièrement en automne et en hiver, un été chaud et bien ensoleillé, une humidité de l’air basse au printemps et en été, des vents faibles et des brouillards fréquents en automne (25 à 30 jours). 
Pour la période 1971-2000, la température annuelle moyenne est de 10,4 °C, avec une amplitude thermique annuelle de 18 °C. Le cumul annuel moyen de précipitations est de 602 mm, avec 8 jours de précipitations en janvier et 8,7 jours en juillet. Pour la période 1991-2020, la température moyenne annuelle observée sur la station météorologique de Météo-France la plus proche, « Mulhouse », sur la commune de Mulhouse à 6 km à vol d'oiseau, est de 11,1 °C et le cumul annuel moyen de précipitations est de 747,6 mm. 
La température maximale relevée sur cette station est de 39,4 °C, atteinte le 13 août 2003 ; la température minimale est de −21,5 °C, atteinte le 10 février 1956,,. 
Les paramètres climatiques de la commune ont été estimés pour le milieu du siècle (2041-2070) selon différents scénarios d'émission de gaz à effet de serre à partir des nouvelles projections climatiques de référence DRIAS-2020. Ils sont consultables sur un site dédié publié par Météo-France en novembre 2022.

## Urbanisme

### Typologie
Au 1er janvier 2024, Baldersheim est catégorisée ceinture urbaine, selon la nouvelle grille communale de densité à sept niveaux définie par l'Insee en 2022.
Elle appartient à l'unité urbaine de Mulhouse, une agglomération intra-départementale regroupant 20  communes, dont elle est une commune de la banlieue,,. Par ailleurs la commune fait partie de l'aire d'attraction de Mulhouse, dont elle est une commune de la couronne,. Cette aire, qui regroupe 132 communes, est catégorisée dans les aires de 200 000 à moins de 700 000 habitants,.

### Occupation des sols
L'occupation des sols de la commune, telle qu'elle ressort de la base de données européenne d’occupation biophysique des sols Corine Land Cover (CLC), est marquée par l'importance des forêts et milieux semi-naturels (63,6 % en 2018), une proportion identique à celle de 1990 (63,6 %). La répartition détaillée en 2018 est la suivante : 
forêts (63,6 %), terres arables (19,1 %), zones urbanisées (8,4 %), eaux continentales (3 %), zones agricoles hétérogènes (2,9 %), mines, décharges et chantiers (2,1 %), zones industrielles ou commerciales et réseaux de communication (0,9 %). L'évolution de l’occupation des sols de la commune et de ses infrastructures peut être observée sur les différentes représentations cartographiques du territoire : la carte de Cassini (XVIIIe siècle), la carte d'état-major (1820-1866) et les cartes ou photos aériennes de l'IGN pour la période actuelle (1950 à aujourd'hui).

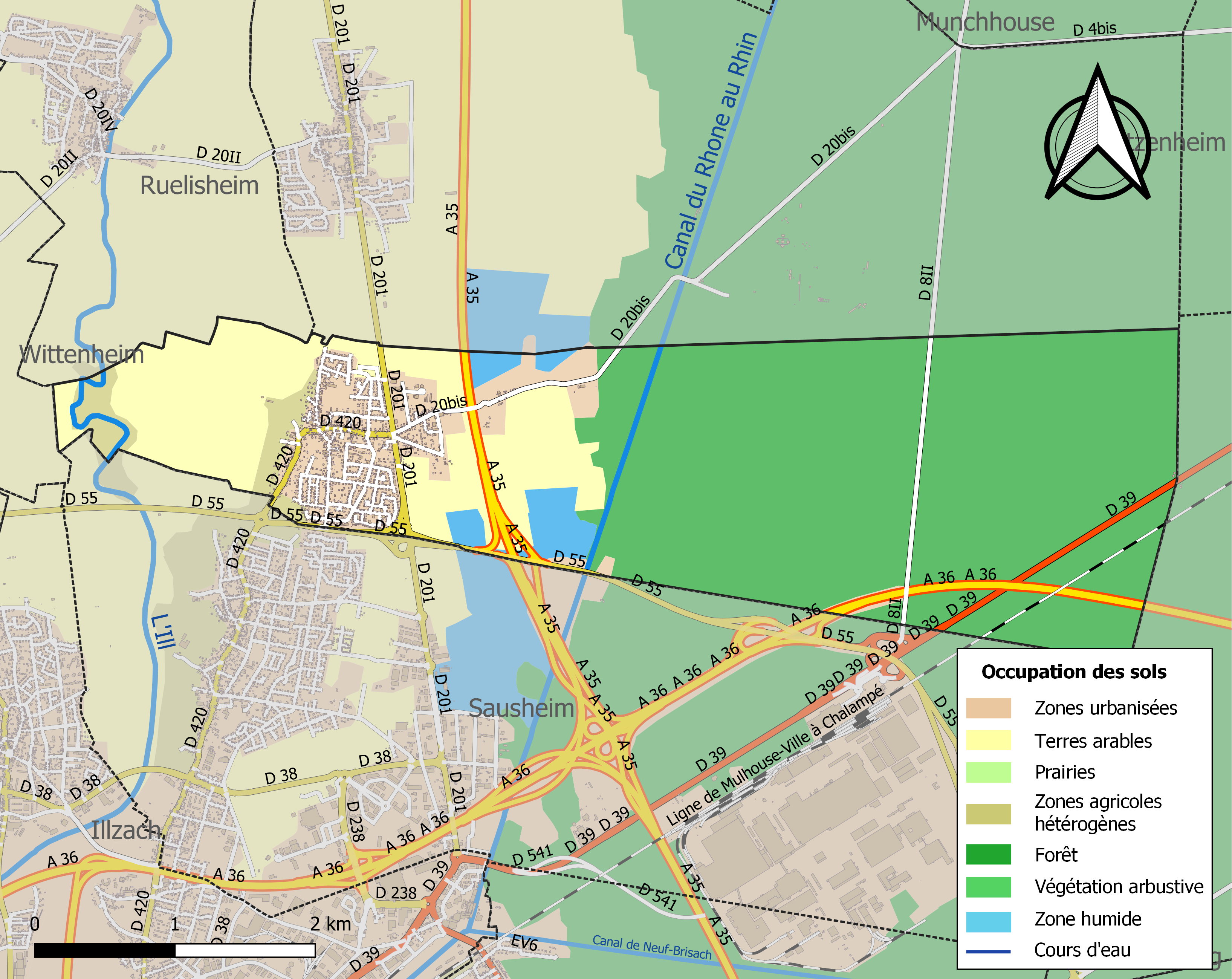
Carte des infrastructures et de l'occupation des sols de la commune en 2018 (CLC).

## Histoire
Le village de Baldersheim a probablement été fondé au VIe ou VIIe siècle comme en témoignent les 6 tumuli retrouvés datant de l'époque de bronze, de même que l'existence de deux bâtiments gallo-romains et d'une nécropole mérovingienne. Étymologiquement, le nom de la commune au IXe siècle, Balteresheim, aurait une origine alamane, Heim signifiant habitation en allemand. Balter renvoie au dieu Baldur, dieu germanique et nordique de la beauté et de la lumière.
Au cours du temps, Baldersheim a appartenu aux abbayes de Hohenbourg et d'Ebermunster avant de devenir possession des Habsbourg en 1303. Détruit en 1394, le village a été reconstruit au XVe siècle.
Le village, détruit encore une fois à 80 % pendant la Seconde Guerre mondiale, sera déclaré sinistré en 1945.

## Politique et administration

### Découpage territorial
La commune de Baldersheim est membre de l'intercommunalité Mulhouse Alsace Agglomération, un établissement public de coopération intercommunale (EPCI) à fiscalité propre créé le 15 juin 2016 dont le siège est à Mulhouse. Ce dernier est par ailleurs membre d'autres groupements intercommunaux.
Sur le plan administratif, elle est rattachée à l'arrondissement de Mulhouse, à la circonscription administrative de l'État du Haut-Rhin, en tant que circonscription administrative de l'État, et à la région Grand Est. 
Sur le plan électoral, elle dépendait jusqu'en 2020 du  canton de Rixheim pour l'élection des conseillers départementaux au sein du conseil départemental du Haut-Rhin. Depuis le 1er janvier 2021, elle dépend du même canton pour l'élection des conseillers d'Alsace au sein de la collectivité européenne d'Alsace.

## Population et société

### Démographie
L'évolution du nombre d'habitants est connue à travers les recensements de la population effectués dans la commune depuis 1793. Pour les communes de moins de 10 000 habitants, une enquête de recensement portant sur toute la population est réalisée tous les cinq ans, les populations de référence des années intermédiaires étant quant à elles estimées par interpolation ou extrapolation. Pour la commune, le premier recensement exhaustif entrant dans le cadre du nouveau dispositif a été réalisé en 2006.

En 2022, la commune comptait 2 577 habitants, en évolution de −1,45 % par rapport à 2016 (Haut-Rhin : +0,66 %, France hors Mayotte : +2,11 %).
| 1793 | 1800 | 1806 | 1821 | 1831 | 1836 | 1841 | 1846 | 1851 |
| ---- | ---- | ---- | ---- | ---- | ---- | ---- | ---- | ---- |
| 389  | 406  | 489  | 508  | 585  | 641  | 670  | 671  | 737  |

| 1856 | 1861 | 1866 | 1871 | 1875 | 1880 | 1885 | 1890 | 1895 |
| ---- | ---- | ---- | ---- | ---- | ---- | ---- | ---- | ---- |
| 705  | 660  | 681  | 705  | 731  | 726  | 711  | 725  | 715  |

| 1900 | 1905 | 1910 | 1921 | 1926 | 1931 | 1936 | 1946 | 1954 |
| ---- | ---- | ---- | ---- | ---- | ---- | ---- | ---- | ---- |
| 656  | 696  | 706  | 604  | 618  | 631  | 619  | 575  | 616  |

| 1962 | 1968 | 1975  | 1982  | 1990  | 1999  | 2006  | 2011  | 2016  |
| ---- | ---- | ----- | ----- | ----- | ----- | ----- | ----- | ----- |
| 653  | 981  | 1 474 | 1 837 | 2 238 | 2 206 | 2 514 | 2 595 | 2 615 |

| 2021  | 2022  | - | - | - | - | - | - | - |
| ----- | ----- | - | - | - | - | - | - | - |
| 2 607 | 2 577 | - | - | - | - | - | - | - |

### Sports et loisirs

#### Pumptrack
Construit sous maîtrise d'œuvre du Syndicat de communes de l'Ile Napoléon, un pumptrack a été réalisé début 2022 par la société Hurricane en réponse une demande du conseil municipal des jeunes. Inauguré le 15 mai 2022, en plein cœur de la plaine sportive, il comporte trois parcours distincts.

## Économie
L'installation de l'usine Peugeot en 1962 a fait grimper le nombre d'habitations et d'habitants.
Le chômage n'y est toutefois pas absent. Il atteint 10,2 % en 2018 selon les chiffres de l'INSEE;
En 2022, peu d'habitants de Baldersheim travaillent sur place. Le tissu économique n'est toutefois pas négligeable.
Quelques agriculteurs (cinq en 2018) exploitent les terres côté Ill et Hardt par la culture de maïs et céréales.
L'activité extractive de sables et graviers occupe une part non négligeable du ban communal.
Parmi les activités industrielles, l'entreprise Retapfut qui traite les emballages industriels souillés.
Sont présents sur la commune des artisans et commerces tels que carrossier, des artisans électriciens - peintres - chauffagistes - maçons et bien d'autres,  des salons de beauté, deux salons de coiffure traditionnels, une supérette, une boulangerie, une fromagerie, un caviste, une papeterie-bureau de tabac, une pharmacie, une agence postale communale, un hôtel-restaurant qui accueille des clients du monde entier, un restaurant kebap, des commerçants ambulants, un promoteur immobilier.

## Culture locale et patrimoine

### Lieux et monuments

#### Églises

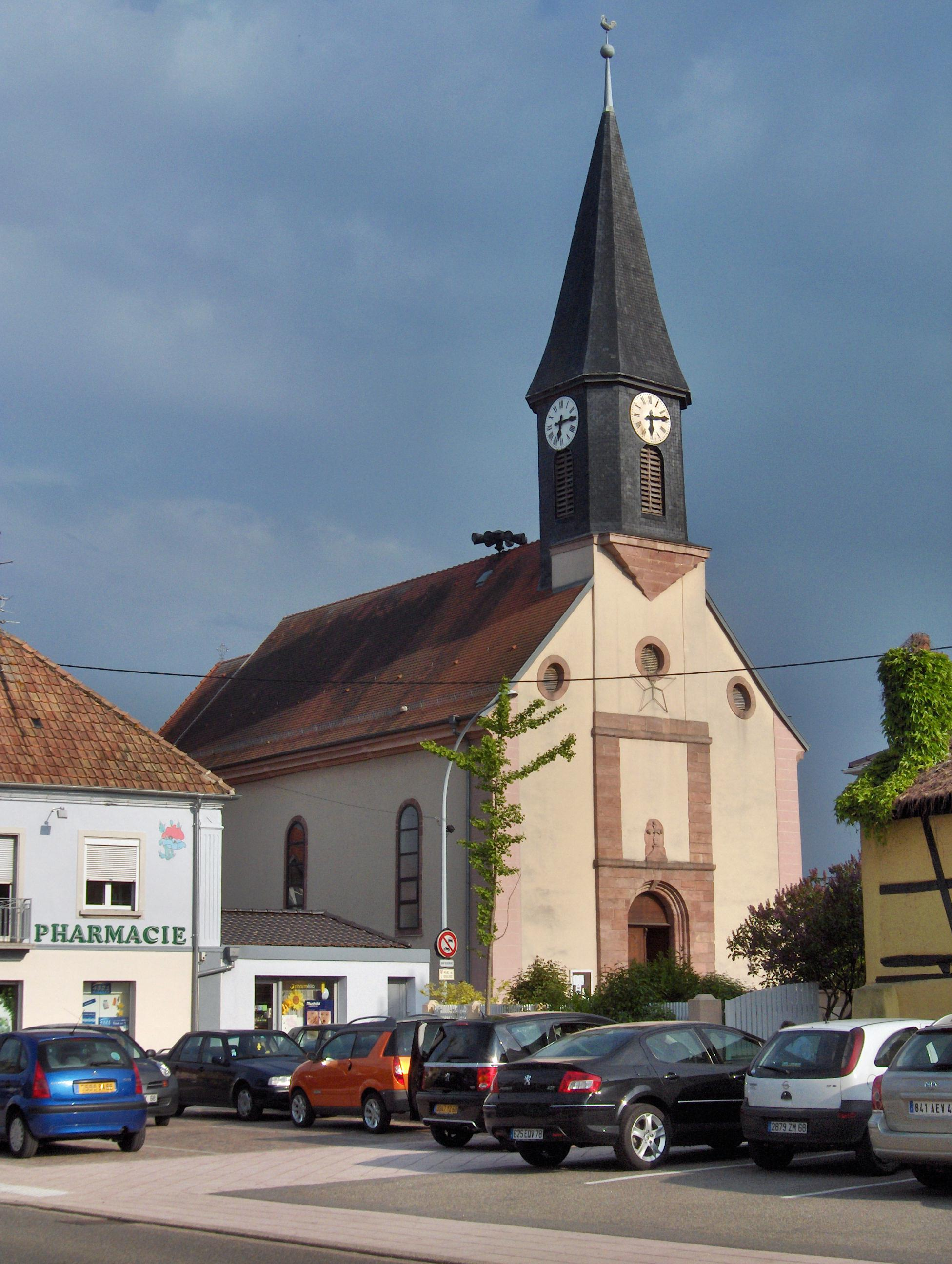
L'église Saint-Pierre et Saint-Paul.

La première église du village a été construite en 1273 avant d'être dévastée en même temps que le village en 1394. Il faudra attendre 1648 sous les Habsbourg pour l'implantation d'une nouvelle église dont les saints patrons sont saints Pierre et Paul et saint Wendelin. En 1780, l’église Saints-Pierre-et-Paul est reconstruite.
À l'intérieur de l'église ont été conservées une statue d'une Vierge à l'enfant de 1680 et une statue en bois de saint Wendelin de 1737. En 1945-1946, une nouvelle horloge à remontage électrique remplace celle de 1860 qui était la première horloge à un cadran et une seule aiguille.

#### Moulin
Un moulin, construit au XIVe siècle sur le Quatelbach, a été brûlé en 1677 puis reconstruit. Il a été utilisé jusque dans les années 1950.

### Héraldique
| Blason de Baldersheim | Blason  | De gueules à un fermail d'argent. |
| Blason de Baldersheim | Détails | Les armoiries du village correspondent à son emblème (« le fermail ») et les couleurs évoquent la maison d'Autriche à qui appartenait Baldersheim jusqu'aux traités de Westphalie, en 1648. Le statut officiel du blason reste à déterminer. |